# モル・エンディアイェ
モル・エンディアイェ（Mor Ndiaye 、2000年11月22日 - ）は、セネガル・ティエス出身のプロサッカー選手。GDエストリル・プライア所属。ポジションは、ミッドフィールダー。

## 個人成績

### クラブ
2020年2月22日現在
| クラブ  | シーズン | リーグ     | リーグ | リーグ | 合計 | 合計 |
| クラブ  | シーズン | リーグ     | 出場   | 得点   | 出場 | 得点 |
| ------- | -------- | ---------- | ------ | ------ | ---- | ---- |
| ポルトB | 2019-20  | リーガプロ | 20     | 1      | 20   | 1    |
| 通算    | 通算     | 通算       | 20     | 1      | 20   | 1    |

## タイトル
ポルト
- UEFAユースリーグ: 2018-19[3]